# Русский драматический театр (Чебоксары)

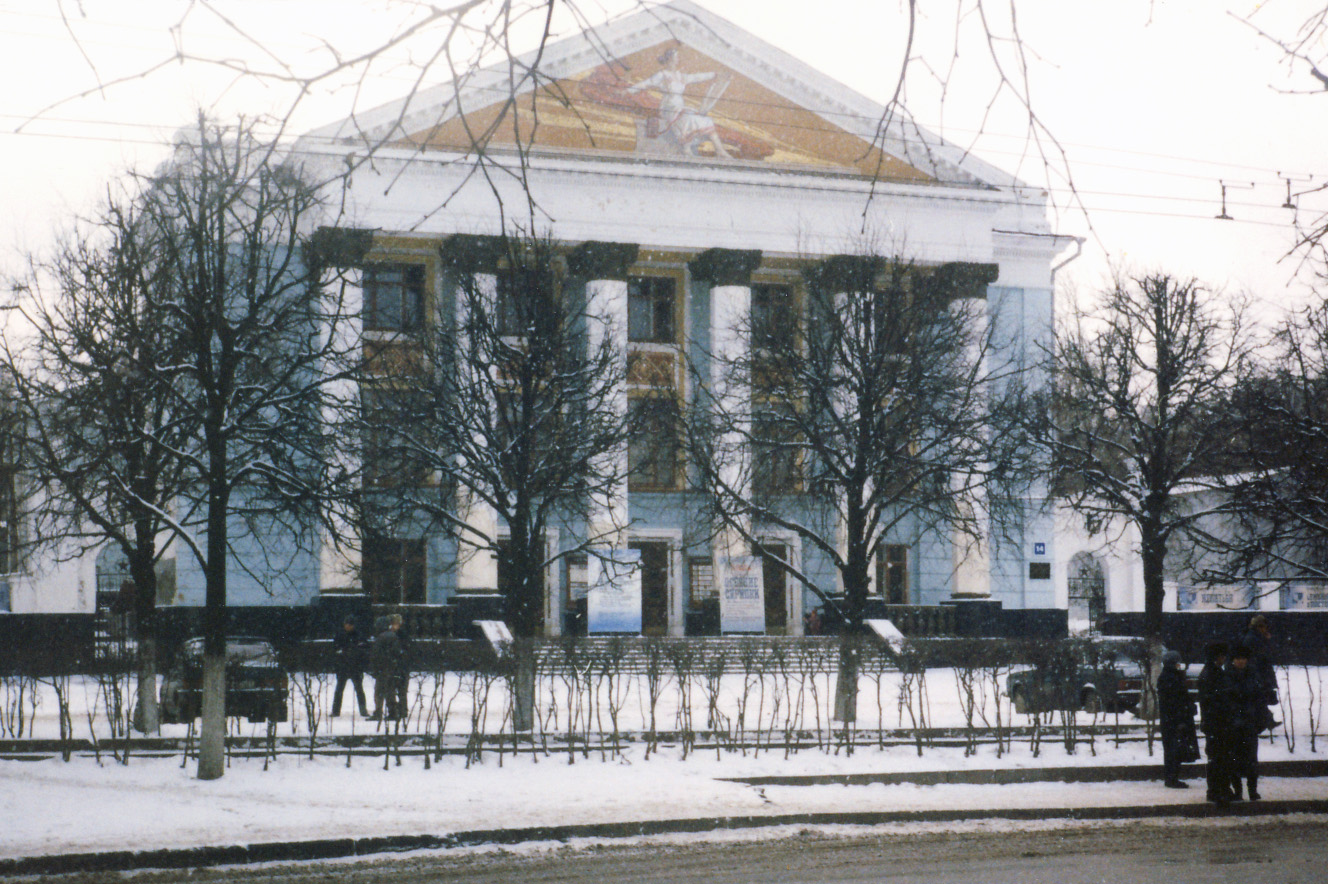

Государственный ордена «Знак почёта» Русский драматический театр (чув. Патшалăх «Хисеп палли» орденлĕ вырăс драма театрĕ) — драматический театр, расположенный в г. Чебоксары. Основан 14 декабря 1922 года.

## История
Летом 1918 года в Чебоксарах в доме купца Ефремова был организован Русский драматический коллектив. Большой коллектив послужил основой труппы театра, открытого в 1922 г.
Первым режиссёром театра был И. А. Слободской (Кукарников). 14 декабря 1922 года состоялось открытие первого театрального сезона Русского драматического театра спектаклем «Василиса Мелентьева» по пьесе А. Н. Островского. Эта дата стала днем рождения театра.

## Артисты
В разное время на сцене театра играли актёры, впоследствии вписавшие свои страницы в историю русского драматического театра — Александр Дуняк, Петр Вельяминов, Алексей Феофанов, Ариадна Кузнецова, Михаил Западин, Лазарь Козоровицкий, Антонина Баулина, Иван Котов, Эмиль Мухин, Лариса Родик.

## Награды
В 1952 году в связи с 30-летием и в 1972 году в связи с 50-летним юбилеем театр был награждён Почётными грамотами Президиума Верховного Совета РСФСР. Указом Президиума Верховного Совета СССР от 9 декабря 1982 года за заслуги в развитии театрального искусства Русский драматический театр награждён орденом «Знак Почёта».
27 февраля 2023 года за заслуги в развитии отечественной культуры и искусства, многолетнюю плодотворную деятельность коллектив театр удостоен Благодарности Президента Российской Федерации.

## Здание
Театр размещается в бывшем здании филармонии, построенном в 1959 году. Здание является памятником истории регионального значения.
 Объект культурного наследия народов РФ регионального значения. Рег. № 211410100630005 (ЕГРОКН). Объект № 2100400000 (БД Викигида)

## Главные режиссёры
- Первым режиссёром театра был И. А. Слободской (Кукарников).
- В 1935 году театр возглавил Е. А. Токмаков.
- В 1955—1963 и 1966—1968 годах главным режиссёром театра был В. П. Романов.[3]
- С 1979 по 1989 годы в должности главного режиссёра работал М. И. Зильберман, затем Б. И. Носовский.
- С 2004 г. главным режиссёром работал А. Г. Восканян.
- С 2014 по 2021 годы главным режиссёром являлся В. А. Красотин.